# Cancilla rehderi
Cancilla rehderi är en snäckart som först beskrevs av Webb 1958.  Cancilla rehderi ingår i släktet Cancilla och familjen Mitridae. Inga underarter finns listade i Catalogue of Life.